# Jerusalem Lions 2019-2020
Questa voce raccoglie le informazioni riguardanti i Jerusalem Lions nelle competizioni ufficiali della stagione 2019-2020.

## Israel Football League 2019-2020

### Preseason
| Gerusalemme 16 novembre 2019, ore 20:30 Week 2 | Judean Rebels | 42 – 43 (8-12 8-7 12-10 14-14) referto | Jerusalem Lions | Kraft Sports Campus (45 spett.)\| Arbitro: \| Tibi \| |
| Arbitro:                                       | Tibi          |                                        |                 |                                                       |

### Stagione regolare
| 28 novembre 2019, ore 20:00 1ª giornata | Jerusalem Lions | 31 – 15 (25-7 6-0 0-0 0-8) | Haifa Underdogs | (27 spett.) |

| 5 dicembre 2019, ore 20:00 2ª giornata | Jerusalem Lions | 48 – 18 (7-6 21-6 13-0 7-6) | Ramat HaSharon Hammers | (40 spett.) |

| 19 dicembre 2019, ore 20:00 4ª giornata | Jerusalem Lions | 56 – 14 (12-2 14-6 23-6 7-0) | Beersheva Black Swarm | (42 spett.) |

| 26 dicembre 2019, ore 20:00 5ª giornata | Judean Rebels | 0 – 28 (0-8 0-14 0-6 0-0) | Jerusalem Lions | (25 spett.) |

| 18 gennaio 2020, ore 20:30 8ª giornata | Tel Aviv Pioneers | 6 – 63 (6-20 0-36 0-7 0-0) | Jerusalem Lions |  |

| 30 gennaio 2020, ore 20:00 10ª giornata | Jerusalem Lions | 54 – 24 | Judean Rebels |  |

| 6 febbraio 2020, ore 20:00 11ª giornata | Beersheva Black Swarm | 19 – 54 | Jerusalem Lions |  |

| 14 febbraio 2020, ore 10:00 12ª giornata | Mazkeret Batya Silverbacks | 6 – 36 | Jerusalem Lions |  |

| 27 febbraio 2020, ore 20:00 | Jerusalem Lions | 46 – 19 | Tel Aviv Pioneers |  |

| 6 marzo 2020, ore 10:00 | Haifa Underdogs | 9 – 30 | Jerusalem Lions |  |

### Playoff
| 19 marzo 2020, ore 20:00 Semifinale | Jerusalem Lions | - – - (annullata) | Judean Rebels |  |

## Statistiche di squadra
| Competizione | %Vittorie | In casa | In casa | In casa | In casa | In casa | In casa | In trasferta | In trasferta | In trasferta | In trasferta | In trasferta | In trasferta | Totale | Totale | Totale | Totale | Totale | Totale |
| Competizione | %Vittorie | G       | V       | N       | P       | Pf      | Ps      | G            | V            | N            | P            | Pf           | Ps           | G      | V      | N      | P      | Pf     | Ps     |
| ------------ | --------- | ------- | ------- | ------- | ------- | ------- | ------- | ------------ | ------------ | ------------ | ------------ | ------------ | ------------ | ------ | ------ | ------ | ------ | ------ | ------ |
| Preseason    | 1.000     | 0       | 0       | 0       | 0       | 0       | 0       | 1            | 1            | 0            | 0            | 43           | 42           | 1      | 1      | 0      | 0      | 43     | 42     |
| Campionato   | 1.000     | 5       | 5       | 0       | 0       | 235     | 90      | 5            | 5            | 0            | 0            | 211          | 40           | 10     | 10     | 0      | 0      | 446    | 130    |
| Totale       | 1.000     | 5       | 5       | 0       | 0       | 235     | 90      | 6            | 6            | 0            | 0            | 254          | 82           | 11     | 11     | 0      | 0      | 489    | 172    |